# Expiación limitada
La expiación limitada (o expiación definitiva o la redención particular) es una doctrina aceptada en algunas tradiciones teológicas cristianas. Está particularmente asociado con la tradición reformada y es uno de los cinco puntos del calvinismo. La doctrina establece que aunque la muerte de Jesucristo es suficiente para expiar los pecados de todo el mundo,  era la intención de Dios el Padre que la expiación de la muerte de Cristo se realizara solo en los elegidos, llevándolos sin falta a la salvación. Según la Expiación limitada, Cristo murió solo por los pecados de los elegidos, y no se proporcionó expiación para los réprobos. Esto contrasta con la creencia de que la gracia proveniente de Dios (o "gracia habilitadora") permite a todos responder a la salvación ofrecida por Dios en Jesucristo Hechos 2:21  de modo que sea la decisión y respuesta de cada persona a la gracia de Dios. eso determina si la expiación de Cristo será efectiva para ese individuo.

## Historia
Los elementos de la doctrina que se conocerán como expiación limitada fueron sostenidos por Godescalco de Orbais (808 - 867), Thomas Bradwardine (1290 - 1349) y Gregorio de Rimini (1300-1358), aunque hubo menos precisión con respecto al alcance de la expiación antes del período de la Reforma.
El Sínodo de Dort se convocó en 1618 para resolver una controversia entre los seguidores de Jacobo Arminio (arminianismo) y otros calvinistas . Uno de los problemas involucrados tenía que ver con la razón de la limitación de la eficacia de la satisfacción de Cristo por el pecado (más o menos, expiación ). Ambos lados de la controversia coincidieron en que esta eficacia se limitaba a los elegidos. El desacuerdo tuvo que ver con los motivos de esta limitación. Para Jacobo Arminio, la base era la libre elección de la gente para creer, conocida de antemano por Dios, con Dios predestinando a las personas basándose en esta fe prevista. Para los oponentes de Jacobo Arminio, cuyas opiniones están representadas en los Cánones de Dort , esta eficacia fue limitada basada en la predestinación de Dios, sin ningún conocimiento previo de la elección humana. Juan Calvino enseñó claramente este segundo punto de vista, y también es el punto de vista de los teólogos reformados que siguieron al Sínodo de Dort.
La doctrina de la expiación limitada también incluye la afirmación de que el propósito por el cual Jesús dio su vida estaba limitado a los elegidos; la expiación tiene un propósito limitado. Por esta razón, los llamados "calvinistas de cuatro puntos" , como el puritano inglés del siglo XVII Richard Baxter , rechazan la doctrina de la expiación limitada y creen en cambio que la expiación está disponible para todos los que crean en Cristo. También argumentan que nunca fue respaldado por Juan Calvino o el Sínodo de Dort. Se refieren tanto a la afirmación de Juan Calvino de que "También es un hecho, sin controversia, que Cristo vino a expiar los pecados 'de todo el mundo'" y al Artículo 3 del Segundo Punto Principal de Doctrina del Sínodo de Dort que establece que "Esta muerte del Hijo de Dios es el único y completamente completo sacrificio y satisfacción por los pecados; es de infinito valor y valor, más que suficiente para expiar por los pecados del mundo entero ".  Otros, sin embargo, afirman que  Juan Calvino y los Cánones de Dort son algo vagos en este tema  y aceptan la afirmación de una expiación limitada de que la eficacia de su muerte se limitó tanto en propósito como en alcance a los elegidos, aunque cree que su muerte fue pago suficiente por el pecado del mundo entero.
Con respecto al propósito limitado o la intención de la expiación de salvar solo a los elegidos, se presentó otro argumento más adelante en el siglo XVII. Moses Amyraut y varios otros ( amyraldistas ) propusieron un sistema llamado universalismo hipotético , que enseñaba que en el decreto de Dios para que Cristo fuera una expiación suficiente por todos los pecados, su intención era salvar a todos con la condición de que creyeran. Este decreto fue anterior a su decreto para elegir a algunas personas para quienes la expiación sería eficaz, por lo que la eficacia de la expiación todavía se limitaba a los elegidos. La mayoría de los reformados rechazaron este punto de vista porque visualizó un decreto de Dios (el decreto condicional para salvar a todos) que intencionalmente no se cumplió.

## Teología
La doctrina del alcance limitado (o extensión) de la expiación está íntimamente ligada a la doctrina de la naturaleza de la expiación. También tiene mucho que ver con la visión calvinista general de la predestinación. Los calvinistas defienden la teoría de la satisfacción de la expiación, que se desarrolló en los escritos de Anselmo de Canterbury y Tomás de Aquino. En resumen, el refinamiento calvinista de esta teoría, conocido como sustitución penal, establece que la expiación de Cristo paga el castigo incurrido por los pecados de los hombres, es decir, Cristo recibe la ira de Dios por los pecados y por lo tanto recibe en sí mismo el castigo de los pecados de los hombres 2 Corintios 5:21 Romanos 8: 3b.
La doctrina de la expiación limitada a menudo se argumenta a partir del argumento teológico de la doble incriminación. En el punto de vista limitado, Jesucristo ha tomado el castigo de los elegidos: que Jesús murió por aquellos que creerían, de modo que aquellos por quienes Cristo murió deben ser salvos y no pueden ser condenados, ya que sería injusto que Dios castigara los mismos pecados dos veces (doble incriminación). Si Jesús murió por todos, argumentan, entonces todos deben ser salvos. La teoría penal de la expiación es, por tanto, la base de la necesidad de una expiación limitada.
La visión calvinista de la predestinación enseña que Dios creó a Adán en un estado de justicia original, pero él cayó en el pecado y toda la humanidad en él como su cabeza federal. Los elegidos para la salvación fueron elegidos sin tener en cuenta su fe o buenas obras, sino por la voluntad soberana de Dios.
Algunos dicen que la expiación calvinista es definitiva porque creen que ciertamente asegura la salvación de aquellos por quienes Cristo murió y se la llama limitada en su extensión porque efectúa la salvación solo para los elegidos. Los calvinistas no creen que el poder de la expiación esté limitado de ninguna manera, lo que quiere decir que ningún pecado es demasiado grande para ser expiado por el sacrificio de Cristo, en su opinión. Entre los Bautistas Reformados ingleses, la doctrina se conocía generalmente como redención particular, dando a sus seguidores el nombre de bautistas particulares. Este término enfatiza la intención de Dios de salvar a personas particulares a través de la expiación, en oposición a la humanidad en general como los bautistas generales creen.

### Pasajes bíblicos
El pasaje clásico de la Biblia que se cita para demostrar una extensión limitada de la expiación es Juan 10, en el que Jesús usa las prácticas de pastoreo como una metáfora de su relación con sus seguidores. Un pastor de aquellos tiempos llamaba a sus ovejas de una mezcla de rebaños, y sus ovejas oían su voz y lo seguían, mientras que las ovejas de otros rebaños ignoraban cualquier voz que no fuera la de su propio pastor. En ese contexto, Jesús dice:
"Yo soy el buen pastor. Conozco a los míos y los míos me conocen ... y doy mi vida por las ovejas ".
Y le dice al Fariseos que "no creen porque ellos no son parte de su rebaño". Continúa: 
"Mis ovejas oyen mi voz, y yo las conozco, y ellas me siguen. Les doy vida eterna, y nunca perecerán, y nadie las arrebatará de mi mano".  
Dado que los calvinistas (y muchos otros cristianos) creen que no todos tienen vida eterna con Dios, los calvinistas concluyen que solo hay dos posibilidades: o Jesús se equivocó al decir que no perdería ninguna de sus ovejas (una conclusión que ellos rechazar), o Jesús no debe haber dado su vida por todos, como ellos entiendenque lo implica Juan 10. Formalmente, la posición calvinista se puede expresar de esta manera:
1. Jesús da su vida por las ovejas. [Juan 10:14-15]
2. Jesús  no perderá ninguna de sus ovejas..[Juan 10:28]
3. Mucha gente no recibirá la vida eterna.[Mateo 7:13-14]

Por lo tanto, la posición calvinista es que Jesús  murió por todos, pero su muerte expiatoria solo salvará a aquellos a quienes el Padre se propuso salvar.
Además, en la oración del sumo sacerdote, Jesús reza por la protección y santificación de los que creyeron en él, y excluye explícitamente la oración por todos: "No rezo por el mundo, sino por los que me has dado, porque son tuya."  . Pablo instruye a los ancianos en Éfeso "pastorear la iglesia de Dios que Él compró con su propia sangre" [ Hechos 20:28 ] y él dice en su carta a la misma iglesia que "Cristo amó a la iglesia y se entregó a sí mismo por ella ."  Asimismo, Jesús presagia que dará su vida" por sus amigos ", El ángel le dice al padre terrenal de Jesús, José, que "salvará a su pueblo de sus pecados".  calvinistas creen que estos pasajes demuestran que Jesús murió por la iglesia (es decir, los elegidos) solamente.
Los que se oponen al calvinismo a menudo citan pasajes como los que se encuentran a continuación y creen que contradicen claramente la expiación limitada:
1. Jesús  promete que todo aquel que cree en él tiene vida eterna. Juan  3:16
2. Pedro proclama que todo el que invoque a Jesús será salvo. Hechos 2:21
3. Dios llama a todas las personas en todas partes al arrepentimiento. Hechos 17:30, 2  Pedro 3:9
4. Dios desea que todas las personas se salven. 1 Timoteo 2:4
5. Jesús es un rescate por todos. 1 Timoteo 2:6
6. Jesús es la propiciación "por nuestros pecados, y no sólo por los nuestros, sino también por los del mundo entero". 1 Juan 2:2

### Posiciones confesionales
El capítulo 3, párrafo 6 de la Confesión de Fe de Westminster dice: "Ningún otro ha sido redimido por Cristo, llamado, justificado, adoptado, santificado y salvo, sino sólo los elegidos".

Los Cánones de Dort afirman que "Esta muerte del Hijo de Dios es el único y completamente completo sacrificio y satisfacción por los pecados; tiene un valor y un valor infinitos, más que suficiente para expiar los pecados de todo el mundo" (Sección 2, Artículo 3). El artículo 8 de la misma sección dice:

Porque fue el plan enteramente libre y la voluntad e intención muy bondadosa de Dios el Padre que la efectividad vivificadora y salvadora de la costosa muerte de su Hijo se realizara en todos sus escogidos, a fin de que pudiera otorgarles la fe justificadora solo y así guíalos sin falta a la salvación. En otras palabras, era la voluntad de Dios que Cristo a través de la sangre de la cruz (mediante la cual confirmó el nuevo pacto) redimiera efectivamente de cada pueblo, tribu, nación y lengua a todos aquellos y solo a aquellos que fueron elegidos desde la eternidad hasta la salvación. y le fue dado por el Padre; que les concediera la fe (que, como los otros dones salvadores del Espíritu Santo, adquirió para ellos con su muerte); que los limpie con su sangre de todos sus pecados, tanto originales como actuales, ya sea que se hayan cometido antes o después de llegar a la fe; que debería preservarlos fielmente hasta el final; y que finalmente se los presentara a sí mismo, un pueblo glorioso, sin mancha ni arruga.

## Objeciones a la doctrina
La expiación limitada se contrasta con el punto de vista popularmente denominado expiación ilimitada, que es defendida por teólogos arminianos, metodistas, luteranos, judíos mesiánicos y católicos (entre otros) y que dice que la obra de Cristo hace posible la redención para todos, pero para ninguno. (Esta doctrina no debe confundirse con conceptos de reconciliación universal , en los que Dios salva a toda su creación). Aunque los luteranos y los católicos comparten una doctrina similar sobre la naturaleza de la expiación con los calvinistas, difieren en su alcance, mientras que los arminianos y los metodistas generalmente aceptan una teoría alternativa de la naturaleza de la expiación, como la teoría gubernamental de la expiación. Los elegidos en tales modelos son todas las personas que eligen aprovechar la oferta de la gracia de Dios de salvación a través de Cristo, no un grupo predeterminado. Por lo tanto, estos sistemas ponen un límite a la eficacia de la expiación más que a su extensión, como los calvinistas.
Algunos han sostenido que la doctrina de la redención particular implica que el sacrificio de Cristo fue insuficiente para expiar los pecados del mundo entero, pero los calvinistas han rechazado universalmente esta noción, en lugar de sostener que el valor de la expiación es infinito pero que Dios retiene intencionalmente su eficacia. disponibilidad solo para los elegidos.

### Comparación entre protestantes
Esta tabla resume tres creencias protestantes diferentes.
| Tema          | Calvinismo                                                                                         | Luteranismo confesional | Arminianismo |
| ------------- | -------------------------------------------------------------------------------------------------- | --- | --- |
| Justificación | La justificación se limita a los predestinados a la salvación, completada con la muerte de Cristo. | Justificación para todos los hombres (justificación objetiva universal), completada en la muerte y resurrección de Cristo y recibida solo mediante la sola fe | La justificación se hizo posible para todos a través de la muerte de Cristo, pero solo se completó al elegir la fe en Jesús. |

En las confesiones luteranas, la Fórmula de la Concordia sobre el artículo sobre la doctrina de la elección  establece:
La eterna elección de Dios, sin embargo, vel praedestinatio (o predestinación), es decir, la ordenación de Dios para la salvación, no se extiende a la vez sobre los piadosos y los impíos, sino sólo sobre los hijos de Dios, que fueron elegidos y ordenados para la eterna vida antes de la fundación del mundo, como dice Pablo, Efesios. 1: 4. 5. Nos escogió en él, habiéndonos predestinado para la adopción de hijos por Jesucristo.
Los Cánones de Dort , una de las primeras confesiones calvinistas, declaran en el segundo encabezado, artículo 8:
[...] era la voluntad de Dios que Cristo por la sangre de la cruz, mediante la cual confirmó el nuevo pacto, redimiera eficazmente de todo pueblo, tribu, nación y lengua, a todos aquellos, y sólo a aquellos, que fueron elegidos desde la eternidad para salvación y entregados a Él por el Padre; [...]
En contraste, Jacobo Arminio afirma en sus obras lo siguiente:
[...] A éstos sucede el cuarto decreto, por el cual Dios decretó salvar y condenar a determinadas personas. Este decreto tiene su fundamento en el previo conocimiento de Dios, por el cual conocía desde toda la eternidad aquellos individuos que, a través de su prevención ( preveniente ) gracia, creer y a través de su gracia posterior perseveraría, de acuerdo con la administración antes descrita de los medios adecuados y adecuados para la conversión y la fe y, por cuya presencia, también conoció a los que no querían creer y perseverar. [...]